# صدف کبود
صدف کبود (نام علمی: Mytilus edulis) یک نرم‌تن دوکفه‌ای میان‌جثه خوراکی است از خانواده کبودصدفان Mytilidae. صدف کبود استفاده تجاری زیادی دارد و از جانداران مهم در آبزی‌پروری است.